# Стерндейл, Роберт Армитидж
Роберт Армитидж Стерндейл (англ. Robert Armitage Sterndale; 1839  — 3 октября 1902, Лондон, Великобритания) — британский натуралист, художник, писатель и государственный деятель, губернатор острова Святой Елены (1897—1902).

## Биография
Его отец, Уильям Хэндли Стерндейл (1791—1866), был родом из деревни Ашфорд-ин-Уотер , Дербишир, отправился в Индию, чтобы стать плантатором индиго в Тирхуте, (Бихар). Роберт учился в частном порядке, прежде чем получить квалификацию на индийскую государственную службу (ICS) и в 1856 г. отправился в Индию, чтобы работать в финансовом отделе колониальной администрации. Стал добровольцем во время Восстания сипаев (1857), в августе 1859 г. был назначен заместителем уполномоченного по сбору налогов (deputy collector), затем работал в финансовых отделах в Нагпуре, Калькутте и Пенджабе. В 1884 г. был назначен начальником финансовой службы Бомбея, а в 1887 г. — Мадраса.
Увлеченный спортсмен и охотник за крупной дичью, он написал несколько книг по естественной истории, в том числе о млекопитающих Индии. Был одним из первых редакторов журнала Бомбейского общества естествознания. Его работа «Жизнь в лагере на хребте Сатпура», опубликованная в 1877 г., повлияла на творчество Редьярда Киплинга и подсказала многие сюжеты в «Книге джунглей». Как художник он делал эскизы пером, акварелью и маслом картинами на темы естествознания, был другом художника Джона Триветта. Выступил иллюстрратором двух книг Э. Х. Айткена и создал несколько иллюстраций в Lays of Hind.
Долгое время работал в валютном департаменте в Калькутте (начиная с должности помощника заместителя комиссара по бумажным деньгам в 1868 г.) и вышел на пенсию в 1890 г. В 1891 г. комитет востоковедов наградил его медалью заслуг. В 1894 г. он помогал в создании комитета помощи острову Св. Елены в Лондоне. В 1895 г. был временно назначен губернаторов острова Св. Елены во время отсутствия Уильяма Грэя-Уилсона, а с 1897 по 1902 г. был губернатором. Установил фонтан в Саду Замка, стал инициатором восстановления «Бега» в Джеймстауне.
Один из его братьев Хэндли Батерст Стерндейл (1829—1878) был археологом, он выдвинул гипотезу о наличии связи между памятниками, сделанными исчезнувшими полинезийскими цивилизациями, и реликвиями в Индии, Великобритании и Центральной Америке.

## Избранные произведения
- «Естественная история млекопитающих Индии и Цейлона». Такер, Спинк и Ко, Лондон и Калькутта (1884)
- «Обитатели джунглей». Такер, Спинк и Ко, Калькутта и Симла (1886)
- «Seonee, или Жизнь в лагере на хребте Сатпура». Такер, Спинк и Ко, Калькутта и Симла (1887)
- «Афганский нож». Роман в трех частях.

## Награды и звания
Был награжден орденом Святых Михаила и Георгия.